# Pseudicius picaceus
Pseudicius picaceus là một loài nhện trong họ Salticidae.
Loài này thuộc chi Pseudicius. Pseudicius picaceus được Eugène Simon miêu tả năm 1868.